# Marathonlauf-Länderkampf der Frauen 1974 BR Deutschland – USA
| 26. Leichtathletik-Länderkampf mit bundesdeutscher Beteiligung 1974 | 26. Leichtathletik-Länderkampf mit bundesdeutscher Beteiligung 1974 |
| ------------------------------------------------------------------- | ------------------------------------------------------------------- |
|                                                                     |                                                                     |
| Marathonlauf-Vergleich der Frauen: BR Deutschland – USA             |                                                                     |
| Austragungsort                                                      | Waldniel                                                            |
| Wettbewerbe                                                         | 1                                                                   |
| Datum                                                               | 22. September                                                       |
| 1. FRG 2. USA                                                       | 8:41:11,4 h 8:53:21,4 h                                             |
| Chronik                                                             |                                                                     |
| ← NLD-FRG-BEL (M)                                                   | FRG-SWE Geher (M) →                                                 |

Im 26. Vergleich des Länderkampfjahres 1974 kam es zu einem ganz besonderen Ereignis. Lange vor der Aufnahme des Marathonlaufs für Frauen in das Programm internationaler Meisterschaften (Europameisterschaften 1982 in Athen / Weltmeisterschaften 1983 in Helsinki) und Olympischer Spiele (1984 in Los Angeles) wurde dieser noch um Anerkennung kämpfende Wettbewerb zum ersten Mal in einem Frauenländerkampf ausgetragen. Die Begegnung fand am 22. September, elf Tage nach Beendigung der Europameisterschaften, in Waldniel zwischen der Bundesrepublik Deutschland und den USA statt.

## Modus
Für jede Mannschaft waren sechs Läuferinnen startberechtigt, von denen die drei Besten durch Addition ihrer Zeiten gewertet wurden.

## Ergebnis
In der Einzelwertung lagen drei bundesdeutsche Läuferinnen vorn. So gewann die Bundesrepublik Deutschland diesen ersten Ländervergleich in einem Marathonrennen der Frauen sehr deutlich. Bei einer Gesamtzeit von 8:41:11,4 Stunden betrug der Vorsprung vor den USA gut zwölf Minuten.

## Marathon
| Platz | Athlet              | Land | Zeit (h)  |
| ----- | ------------------- | ---- | --------- |
| 01    | Liane Winter        | FRG  | 2:50:31‚0 |
| 02    | Christa Vahlensieck | FRG  | 2:54:40‚4 |
| 03    | Manuela Preuß       | FRG  | 2:55:59,6 |
| 04    | Jacki Hansen        | USA  | 2:56:25,2 |
| 05    | Joan Ullyot         | USA  | 2:58:09‚2 |
| 06    | Judy Ikenberry      | USA  | 2:58:47‚0 |
| 07    | Nina Kuscsik        | USA  | 3:06:00‚4 |
| 08    | Gerda Reinke        | USA  | 3:07:32‚4 |
| 09    | Renate Kieninger    | FRG  | 3:13:49‚4 |
| 10    | Lucy Bunz           | FRG  | 3:16:49‚2 |
| 11    | Lieselotte Kalweit  | FRG  | 3:20:02‚0 |
| 12    | Peggy Lyman         | USA  | 3:22:30‚0 |